# Omega III
A Omega III az Omega angol nyelvű albuma 1974-ből. A dalok magyarul az Élő Omega, az Omega 5 és az Omega 6: Nem tudom a neved albumokon hallhatók, illetve a 10000 lépés album két dala is felkerült átdolgozott változatban.
A sorszám az NSZK-ban kiadott stúdióalbumokat veszi figyelembe.

## Kiadásai
- 1974 LP
- 1991 CD

A 2001-ben megjelent Tűzvihar – Stormy Fire albumra (Nem tudom a neved alternatív változata) 5 dal felkerült.

### Kapcsolódó kislemez
- Live as Long as / Spanish Guitar Legend SP, 1974

## Dalok
1. Stormy Fire (Tűzvihar) (Molnár György – Adamis Anna)
2. Spanish Guitar Legend (Spanyolgitár-legenda) (Mihály Tamás – Adamis Anna, Hajnal István)
3. Go on the Spree (Egyszemélyes ország) (Benkő László, Debreczeni Ferenc, Mihály Tamás, Molnár György – Kóbor János – Sülyi Péter)
4. Remembering (Emlék – Csenddé vált szerelem) (Mihály Tamás – Kóbor János – Sülyi Péter, Hajnal István)
5. Everytime She Steps In (Régvárt kedvesem) (Mihály Tamás – Kóbor János, Hajnal István) hangszerelése eltér az 1973-as albumon megjelenttől, kimaradt belőle az orgonaszóló
6. Live as Long As (Addig élj!) (Molnár György – Kóbor János, Hajnal István)
7. Just a Bloom (Eltakart világ – Egy perc nyugalom) (Mihály Tamás – Kóbor János – Sülyi Péter)
8. I Go away (Én elmegyek) (Molnár György – Kóbor János – Sülyi Péter)
9. Fancy Jeep (Omegautó) (Molnár György – Kóbor János – Sülyi Péter)

## Az együttes tagjai
- Benkő László – billentyűs hangszerek, vokál
- Debreczeni Ferenc – dob, ütőhangszerek, vokál
- Kóbor János – ének
- Mihály Tamás – basszusgitár, vokál
- Molnár György – gitár, vokál